# Komorvasapapegoja
Komorvasapapegoja (Coracopsis sibilans) är en fågelart i familjen östpapegojor inom ordningen papegojfåglar.

## Utbredning och systematik
Fågeln förekommer enbart i Komorerna. Den behandlades tidigare som underart till mindre vasapapegoja (Coracopsis nigra), men urskiljs sedan 2014 som egen art av Birdlife International och IUCN, sedan 2021 även av tongivande International Ornithological Congress (IOC).

## Status
Den kategoriseras av IUCN som nära hotad.